# Cressida (album)
Cressida is het eerste muziekalbum van de Britse muziekgroep Cressida, die bij het platenlabel Vertigo Records had getekend om zijn marktaandeel in de progressieve rock te laten groeien, het was net begonnen. De opnamen in de Wessex Studio te Londen laten een band horen, die wellicht na een aantal albums zou kunnen doorstijgen naar de toen al grote bands binnen het genre, Moody Blues en King Crimson. De muziek is een mengeling van voornamelijk Moodiesgerichte muziek, maar hier en daar zijn nog invloeden hoorbaar van The Doors, in de  eerste jaren speelde Cressida covers van The Doors. De stem van Angus Cullen heeft wel wat weg van de stem van Justin Hayward en ook het gitaarspel doet af en toe aan The Moody Blues denken. Echter, de Moodies en King Crimson waren ten tijde van dit album al verder in ontwikkeling. De muziek hangt een beetje rond Cities uit het tijdperk voordat de Moodies hun hoge vlucht namen met Days of Future Passed. Ossie Byrne heeft eerder albums van de Bee Gees geproduceerd.

## Musici
- Angus Cullen – zanger
- John Heyworth – gitaar
- Kevin McCarthy – bassist
- Peter Jennings – toetsinstrumenten
- Iain Clark – drummer

## Nummers
| Nr. | Titel                                  | Duur |
| --- | -------------------------------------- | ---- |
| 1.  | To Play Your Little Game (Heyworth)    | 3:15 |
| 2.  | Winter Is Coming Again (Heyworth)      | 4:42 |
| 3.  | Time for Bed (Cullen)                  | 2:18 |
| 4.  | Cressida (Cullen)                      | 3:57 |
| 5.  | Home and Where I Long to Be (Heyworth) | 4:04 |
| 6.  | Depression (Cullen)                    | 5:02 |
| 7.  | One of a Group (Jennings)              | 3:35 |
| 8.  | Lights in My Mind (Heyworth)           | 2:45 |
| 9.  | The Only Earthman in Town (Heyworth)   | 3:32 |
| 10. | Spring '69 (Cullen)                    | 2:14 |
| 11. | Down Down (Heyworth)                   | 4:15 |
| 12. | Tomorrow Is a Whole New Day (Clark)    | 5:19 |